# Емельяшевка (деревня)
Емельяшевка — деревня в Таборинском районе Свердловской области России.

## География
Деревня Емельяшевка муниципального образования «Таборинского муниципального района» расположена в 24 километрах (по автотрассе в 36 километрах) к юго-западу от районного центра села Таборы, в долине река Большая Емельяшевка (правый приток реки Тавда). В окрестностях деревни, в 2,5 километрах, находится озеро Дикое. 

## История
Деревня Емельяшевка входит в состав муниципальное образование «Таборинское сельское поселение».

## Население
| 2002 | 2010 | 2021 |
| ---- | ---- | ---- |
| 35   | ↘20  | ↘5   |